# 黄龙柳
黄龙柳（学名：Salix liouana）为杨柳科柳属的植物，是中国的特有植物。分布于中国大陆的河南、山东、陕西等地，生长于海拔1,000米至1,200米的地区，多生长在河边，目前尚未由人工引种栽培。

## 异名
- Salix liouana C. Wang et Ch. Y. Yang var. luzhongensis (X. W. Li et Y. Q. Zhu) T. Y. Ding